# Linn Ullmann
Linn Ullmann, született Karin Beate Ullmann (Oslo, 1966. augusztus 9. –) norvég írónő és irodalomkritikus. Édesapja Ingmar Bergman svéd filmrendező, édesanyja Liv Ullmann norvég színésznő. Féltestvérei: Anna Bergman színésznő, Eva Bergman rendező, Jan Bergman színész és rendező, Daniel Bergman rendező, Mats Bergman színész, Lena Bergman színésznő, Ingmar Bergman Jr. pilóta és Maria von Rosen írónő. Linn kislányként játszott néhány filmben, majd érdeklődése az irodalom felé fordult. A New York-i Egyetem elvégzése után irodalomkritikákat írt. Norvégia legnagyobb napilapja, az Aftenposten kritikusaként nagy tekintélyt vívott ki magának hazája irodalmi életében. 1998-ban íróként is bemutatkozott a Før du sovner (Mielőtt elalszol) című regényével. Könyveit több tucat nyelvre lefordították, magyar nyelven is megjelentek. Második férje Niels Fredrik Dahl író. A házaspár magyarországi kiadója, a Scolar meghívására 2006 decemberében néhány napot Budapesten töltött. Ötödik könyve, a Szemem fénye magyarországi megjelenése alkalmából Ullmann 2012. december 4-én újra a magyar fővárosba látogat.

## Élete

### A gyerekkor
Liv Ullmann norvég színésznő svéd kolléganője, Bibi Andersson társaságában találkozott először Ingmar Bergmannal. A világhírű rendező állítólag felfigyelt a két színésznő hasonlóságára, és ez az észrevétel szolgált egyik legjelentősebb alkotása, a Persona (1966) kiindulópontjául. A film főszerepeire természetesen a két barátnőt kérte fel. Forgatás közben Ullmann és Bergman egymásba szerettek, noha a színésznő hivatalosan még férjnél volt. Viharos kapcsolatukból – amelynek részleteibe főleg Ullmann avatta be az érdeklődőket magyar nyelven is megjelent önéletrajzi regényeiben – egyetlen gyermek született, Karin Beate. A kislány nagyon hamar megismerkedett a filmművészettel, Bergman ugyanis a házi vetítőjükben a filmtörténet számos híres alkotását levetítette a lányának. A családi mozizások sokkal jellemzőbbek voltak, mint például a közös családi étkezések. Az egyik nagymama, a könyvkereskedésben dolgozó Janna Ullmann nemcsak sokat mesélt Linn-nek, hanem folyamatosan ellátta könyvekkel is. Elsősorban az ő hatásának köszönhető, hogy Linn kisebb kitérők után az irodalom világában találta meg a hivatását. Kislányként még balettozni is tanult. Nem volt tehetségtelen, idővel mégis abbahagyta. Erről később így nyilatkozott: „…majdnem jó voltam, ezért hagytam abba. A táncban ugyanis, akárcsak a zenélésben, tökéletesnek kell lenni.”

### A gyerekszínésznő
Kislányként lehetősége nyílt megismerkedni a filmkészítés világával is. Négyéves korában apró szerepet kapott Jan Troell Oscar-díjra jelölt filmdrámájában, a Kivándorlókban (1971), illetve az egy évvel később bemutatott folytatásban, az Új hazában (1972). A női főszerepet édesanyja játszotta, aki alakításáért Golden Globe-díjat kapott, sőt Oscarra is jelölték. 1973-ban édesapja világhírű filmjében, a bergmani életmű egyik csúcsának számító Suttogások és sikolyokban játszotta a Liv Ullmann által alakított Maria kislányát. Következő és egyben utolsó filmszerepét szintén édesapjától kapta. Az Őszi szonáta (1978) a két világhírű Bergman, Ingrid és Ingmar egyetlen közös filmje, amely egy zongoraművész édesanya és lánya konfliktusokkal terhes kapcsolatáról szól. A filmben Linn formálta meg az édesanyja által alakított Eva fiatalkori énjét. A filmszereplések ellenére Linn Ullmann nem akart színésznő lenni, noha 16-17 éves korában drámatagozatra is járt. Tanára állítólag tehetségesnek tartotta őt, egyes források szerint azonban Liv Ullmann nem osztotta ezt a véleményt, és Linn ezért választott más pályát. Egy norvég webinterjúban viszont Linn Ullmann azt nyilatkozta, hogy opera-énekesnő akart lenni, de nem tudott énekelni, ezért választotta a színi pályát. Tanára viszont tehetségtelennek tartotta, és Liv Ullmann egyetértett vele. Budapesti látogatása alkalmával adott interjúiban az írónő elmondta, hogy a film mint kifejezési forma nem vonzza, mert szerinte az irodalommal mindent ki lehet fejezni. Ugyanakkor nem ellenezné, ha valamelyik könyvét meg akarnák filmesíteni, de sem a forgatókönyvbe, sem a rendezésbe nem szólna bele. Írói munkássága ellenére a filmvilággal való kapcsolata sem szakadt meg teljesen. 2011 áprilisában például bejelentették, hogy Linn Ullmann lesz a 64. Cannes-i Nemzetközi Filmfesztivál egyik zsűritagja többek között Jude Law, Uma Thurman és Robert De Niro (a zsűri elnöke) társaságában.

### A pályaválasztás
Linn a New York-i Egyetemen hat évig angol irodalmat tanult, és megszerezte a PhD fokozatot. Az egyetemen főleg Harold Bloom professzor, a dekonstruktivizmus egyik legjelentősebb amerikai képviselője hatott rá. Ullmann visszaemlékezései szerint a többi tanára is ellenzett mindent, amiből hiányzott a dekonstrukció. Történetmesélőnek tartja magát, aki azonban az egyetemen megtanulta, hogy a történetmeséléshez fontos a formai fegyelem és a stiláris szigorúság, ám a linearitáshoz egyáltalán nem kell mereven ragaszkodni. Minderről így nyilatkozott: „Minden azon múlik, hogy a történetet hogyan mesélik el. Ki meséli a történetet, miért meséli el a történetet, kinek a nézőpontjából értesülünk az eseményekről, mi igaz, mi hazugság – persze minden hazugság, hiszen kitalált történetről van szó –, egyszóval számomra nagyon izgalmas ezekkel a formai elemekkel játszani.” Az egyetem befejezése után kezdett irodalomkritikákat írni. Dolgozott a Dagbladet, a Vagant, a Natt og Dag és az NRK P2 számára. A legnagyobb norvég napilap, az Aftenposten kritikusaként hazája irodalmi életének meghatározó alakjává vált. 1997-ben 22 kortárs norvég író novelláját válogatta egy kötetbe. Amikor saját regényein dolgozik, felhagy az újságírással. Részben azért, mert a kétféle tevékenység egyszerre túl sok idejét venné el, részben azért, mert édesapja azt tanácsolta, hogy „amikor ír, a kritikust zárja be a pincébe”.

## Írói munkássága

### Mielőtt elalszol
Linn Ullmann első regénye, a Mielőtt elalszol 1998-ban jelent meg. Négy generáció történetét meséli el a szerző: az élet sorsdöntő eseményeinek (születés, keresztelő, szerelem, házasság, halál) realitását minduntalan átszövi a képzelet és a fantázia világa. Az egyetemen tanultakat követve Ullmann nem ragaszkodott a kronológiához, és a cselekmény görgetése helyett a szereplők jellemzése, gondolat- és érzelemviláguk bemutatása dominál. A cím többjelentésű, utal egyrészt az álomra, mint a gyermeki ártatlanság és a boldog öntudatlanság állapotára, amely egyúttal a fantázia egyik terepe is, ám kiszolgáltatottsággal jár együtt. Jelenti azonban az élet befejezését, sőt akár a boldogság szimbólumát is: „Tudod, mit mondott nekem Rikard, amikor egymás mellett feküdtünk az ágyamban? Ahogy itt fekszem melletted, mielőtt elalszol, meglelem otthonom. Ilyen szépet még soha senki nem mondott nekem. Gondold csak el.”
Az írónő már ekkor – és későbbi művei kapcsán is – cáfolta azokat a feltevéseket, hogy személyes élményeit, saját családja történetét írta volna meg. Erről 2006-ban így nyilatkozott: „Amikor az első regényemet írtam, nyolc évvel ezelőtt, Skandináviában nagyon élő dolog volt az irodalom. Körülvett bennünket ez a légkör, ami azt sugallta, hogy a cselekmény önmagában kevés, hogy önéletrajz alapján regényt írni szükségszerűen rossz. Hogy az igazság nem létezik, hogy egy regénynek eredendően nem lehet mondanivalója. Ezen kijelentések némelyikével a mai napig egyetértek, mivel alapvetően pártolom a tekintélyellenességet.” A Mielőtt elalszolt a norvég sikert követően mintegy harminc nyelvre fordították le, köztük magyarra is.

### Stella zuhan
Linn Ullmann második regénye, a Når jeg er hos deg (Mikor veled vagyok) 2001-ben jelent meg. Az írónő „mostohagyermekének” tartja ezt a művét: „Szomorú és erőszakos történet, nehéz volt megírni, még nehezebb megjelentetni, és nem kapott olyan kedvező fogadtatást, mint a többi regényem, nem hiszem, hogy egyhamar magyarra fordítják majd. (2011-ben Ullmann magyar kiadója, a Scolar ezt a könyvet is megjelentette Stella zuhan címmel) Ennek ellenére nagyon büszke vagyok rá, magamban azokat az olvasóimat kedvelem a legjobban, akiknek ez a könyv a kedvencük.” Amíg a Mielőtt elalszol története a halál felé haladt, addig a Stella zuhan történetének középpontjában eleve a halál áll, és ez a meghatározó téma az írónő következő két könyvében is.

### Kegyelem
A 2002-ben kiadott Kegyelem számít Linn Ullmann legjelentősebb művének, amelyet a szakma és a közönség egyaránt lelkesen fogadott. A siker – saját bevallása szerint – magát a szerzőt is meglepte, hiszen a Kegyelem nem tipikus bestseller. Témája az elmúlás, a szerelem és az eutanázia. A regény ötletét Ullmann egy idősebb férfi ismerőse adta, aki a családjának és a munkájának élt, és egyszer azt mondta neki, hogyha beteggé válna, és már csak terhet jelentene családja és a társadalom számára, akkor segítsék át őt a halálba. „Ez rengeteg kérdést vetett fel bennem az ember identitásával, méltóságával kapcsolatban, de féltem azokat feltenni neki. Később viszont elkezdtem végiggondolni e társadalmi-filozófiai kérdéseket, mintha elbeszélgettem volna vele. A könyv ezt a soha el nem hangzott beszélgetést tartalmazza" – mondta Linn Ullmann. Egy családi tragédia, rákbeteg bátyjának halála szintén hatással volt a Kegyelem megszületésére. (Egy másik interjúban viszont arról beszélt, hogy semmilyen személyes élmény nem befolyásolta.) Írás közben Ullmann orvosokkal, nővérekkel, filozófusokkal, ügyvédekkel és betegekkel beszélgetett, hogy szereplőit és a történéseket minél árnyaltabban és hitelesebben tudja bemutatni.
A Kegyelem nem ad egyértelmű választ a felvetett problémákra, különösen az eutanáziára, hanem az olvasóra bízza annak eldöntését, hogyan ítéli meg a feleség végső tettét. „Hiszem, hogy olyan nagy pillanatok, mint a születés, a betegség, a szerelem vagy a halál mindig kétségeket, kérdéseket vetnek fel, és tele vannak érzelmi kettősséggel” – mondta a szerző. Ugyanakkor egy interjúban nem titkolta, hogy személy szerint ellenzi az eutanázia legalizációját, mert az egyértelmű állásfoglalást jelentene minden egyes esetre vonatkozóan, holott az életben az eutanázia problémája egyáltalán nem egyértelműen jelentkezik. Az ember ugyanis gyakran két ellentétes dolgot akarhat egyszerre: fájdalmai miatt szeretne meghalni, de munkál még benne a természetes életösztön is. Ráadásul egyesek olyan mentális vagy fizikai állapotban lehetnek, hogy képtelenek elmondani, mit éreznek, és mit szeretnének. Ullmann a könyvet szeretett nagyanyjának, Janna Ullmann-nak ajánlotta, aki szerint ha az embernek nincs mondanivalója, maradjon inkább csendben. „Úgy érzem, erre a könyvre büszke lenne” – nyilatkozta Linn Budapesten. A Kegyelem 2002-ben a norvég olvasók díját kapta. A tekintélyes norvég hetilap, a Weekendavisen az év 10 legfontosabb könyve közé sorolta. 2007-ben a nemzetközi hírű norvég vándorszínház, a Riksteatret bemutatta a regény alapján készült színdarabot.

### Áldott gyermek
Az Áldott gyermek szerkesztésmódja hasonló a korábbi kötetekéhez, vagyis a lineáris cselekményvezetés helyett az idősíkokkal való játék, a szereplők gondolatainak, érzelmeinek bemutatása dominál. Egyszerre utazunk a térben és az időben: a történet főszereplői, a három lány – Erika, Laura és Molly – 89 éves apjukhoz, a valaha nőfalónak számító Isakhoz utaznak, és közben kirajzolódnak a múlt emlékei is, például egy fiatal fiú értelmetlen halálának nyomasztó terhe. Ullmann egy látszólag rideg, mély érzelmek nélküli világot teremtett. Nyelvezete szokatlanul szókimondó, olykor egyenesen trágár, de sohasem öncélú. Sokan úgy vélték, hogy Isak alakjában Ullmann valójában saját apja portréját rajzolta meg, az idős korában is robusztusnak ható férfit, aki lányai sorsát döntően befolyásolta, noha valójában sohasem tudott igazi apa lenni.
A Magyar Narancs kritikusa többek között így írt a könyvről: „Többször előkerül egy bizonyos északi fény a műben. Erről Ragnar beszélt sokat Erikának, mondván, az embernek vigyáznia kell, nehogy elnézzen, még pislogni sem szabad, mert nem túl gyakran van olyan szerencséje, hogy megláthassa. Mintha azt hinné, az ember a tekintetével meg tudja ragadni a fényt. Nem túlzok, ha azt mondom, Bergman lányának sikerült.” A Dagbladet kritikusa e szavakkal méltatta: „Egyszerre fájdalmas és lebilincselő olvasmány. Az Áldott gyermek remek és sokrétű regény. A csodálatos, szívbemarkoló és összetett történet érzékeny pontjainkra tapint rá – különösen azokra, amelyeket takargatunk és feledni próbálunk.”

### Szemem fénye
Hat év után, 2011-ben jelent meg Linn Ullmann ötödik saját könyve, a Szemem fénye. A történet egyik főszereplője, Jon Dreyer élete kezd széthullani: alkotói és magánéleti válságba került, csalja a feleségét, Sirit. Az asszony, aki sikeres séf és étteremtulajdonos, tud a hűtlenségről, de épp elég problémát okoz számára hetvenöt éves anyja, Jenny. A házaspár kiszámíthatatlan viselkedésű lánya, Alma nevelésében Jon és Siri egyformán tanácstalan. A négy évtizeden átívelő cselekmény kulcsmotívuma egy tizenkilenc éves lány, Mille eltűnése, akinek a holtteste csak két év múlva kerül elő.
A Dagbladet újságírója, Andreas Wiese így méltatta a könyvet: „Egyes szerzők egyszerűen jól írnak. Képesek életre kelteni a karaktereket. Megfelelő távolságtartással és érzékeny rálátással ábrázolják a kellemetlenségeket, a hazugságokat és a megtévesztéseket, s ezeket a könyv táblája közé szorítják, hogy képesek legyünk szembenézni velük. Linn Ullmann precíz és senkihez sem hasonlítható prózája az a keret, amely által a regény élővé válik.” Wiese a 2011-es év legjobb könyvei közé sorolta a Szemem fényét.

## Magánélet
Linn Ullmann kétszer ment férjhez, első házasságából van egy fia. Második férje Niels Fredrik Dahl norvég író, akinek egy fia és egy lánya született első feleségétől. A házaspárnak 2003-ban született közös gyermeke, egy kislány. Oslóban élnek.

## Linn Ullmann Budapesten
A Scolar Kiadó meghívására Ullman és Dahl 2006 decemberében Budapesten töltött néhány napot a Kegyelem magyarországi megjelenése alkalmából. (2008-ban a Scolar adta ki Dahl Úton egy barát felé (På vei til en venn, 2002) című regényét is.) A könyvbemutatót december 5-én tartották az Írók Boltjában. Magyarországi tartózkodása során Ullmann több interjút is adott a sajtónak és a tévécsatornák riportereinek. Elsősorban a Kegyelem megszületéséről, témájáról és fogadtatásáról nyilatkozott, de válaszolt a skandináv és a nemzetközi irodalmi élettel kapcsolatos kérdésekre is. Elmondta, hogy a magyar írók közül különösen Kertész Imrét tartja nagyra: „…a Sorstalanság íróként és olvasóként is megváltoztatta az életem. Az az áhított egyszerűség, amiről korábban beszéltünk. Mintha a regény nyelvezetén egyetlen fölös réteg sem lenne.” Ismeri Szabó Magdát is, akinek Az ajtó című regénye nem sokkal budapesti utazása előtt jelent meg norvég nyelven. A magyar filmesek közül főleg Szabó István alkotásaiért lelkesedik, és számára is a legendás labdarúgó, Puskás Ferenc az egyik legismertebb magyar személyiség.

## Könyvei

### Mint szerkesztő
- 1997: Men jeg bor her ennå: norsk samtid i prosa (22 kortárs norvég szerző novellái)

### Mint író
- 1998: Mielőtt elalszol (Før du sovner)

Szöllősi Adrienne fordítása. (Budapest, 2000, Scolar Kiadó)  helytelen ISBN kód: 978-963-9193-40-2 
- 2001: Stella zuhan (Når jeg er hos deg)

Földényi Júlia fordítása. (Budapest, 2011, Scolar Kiadó) ISBN 978-963-244-286-0
- 2002: Kegyelem (Nåde)

Deák Sarolta fordítása. (Budapest, 2006, Scolar Kiadó) ISBN 978-963-953-426-1
- 2005: Áldott gyermek (Et velsignet barn)

Varsányi-Munkácsi Eszter fordítása. (Budapest, 2008, Scolar Kiadó) ISBN 978-963-244-029-3
- 2011: Szemem fénye (Det dyrebare)

Petrikovics Edit fordítása. (Budapest, 2012, Scolar Kiadó) ISBN 978-963-244-383-6

## Magyarul
- Mielőtt elalszol. Regény; ford. Szöllősi Adrienne; Scolar, Bp., 2000
- Kegyelem. Regény; ford. Deák Sarolta; Scolar, Bp., 2006
- Áldott gyermek. Regény; ford. Varsányi-Munkácsy Eszter; Scolar, Bp., 2008
- Stella zuhan. Regény; ford. Földényi Júlia; Scolar, Bp., 2011
- Szemem fénye; ford. Petrikovics Edit; Scolar, Bp., 2012
- A nyugtalanok. Regény; ford. Pap Vera-Ágnes; Scolar, Bp., 2016

## Irodalmi díjai
- 2002: Den norske leserprisen (A norvég olvasók díja a Kegyelem című könyvért)
- 2007: Amalie Skram-díj
- 2007: Gullpennen (Arany Toll-díj az Aftenposten kritikusaként végzett munkájáért)

## Filmszereplései
- 1971: Kivándorlók (Utvandrarna)
- 1972: Új haza (Nybyggarna)
- 1973: Suttogások és sikolyok (Viskningar och rop)
- 1978: Őszi szonáta (Höstsonaten)